# Yang Binyu
Yang Binyu (chiń. upr. 杨滨瑜; ur. 25 lipca 2002) – chińska łyżwiarka szybka startująca też w short tracku, brązowa medalistka mistrzostw świata.

## Kariera
W 2020 wystąpiła na igrzyskach olimpijskich młodzieży w Lozannie, gdzie zdobyła dwa medale. W biegu masowym była najlepsza, a na dystansie 1500 m zajęła trzecie miejsce.
Na mistrzostwach czterech kontynentów w Quebecu w 2023 zdobyła złoty medal w sprincie drużynowym oraz srebrne w biegach masowym i drużynowym. Na rozgrywanych dwa lata później mistrzostwach czterech kontynentów w Hachinohe ponownie zwyciężyła w sprincie drużynowym.
Podczas mistrzostw świata na dystansach w Calgary w 2024 i mistrzostw świata na dystansach w Hamar w 2025 zajmowała piąte miejsce w starcie masowym.
W sezonie 2024/2025 Pucharu Świata zajęła trzecie miejsce w klasyfikacji końcowej startu masowego.